# IC 1472
IC 1472 је лентикуларна галаксија у сазвјежђу Пегаз која се налази на листи објеката дубоког неба у Индекс каталогу.
Деклинација објекта је + 17° 15' 35" а ректасцензија 23h 9m 6,6s. Привидна величина (магнитуда) објекта IC 1472 износи 14,2 а фотографска магнитуда 15,1. IC 1472 је још познат и под ознакама MCG 3-59-4, CGCG 454-2, NPM1G +16.0548, PGC 70573.